# هولمز و واتسن. روزهای مادرید
هولمز و واتسن. روزهای مادرید (انگلیسی: Holmes & Watson. Madrid Days) یک فیلم دلهره‌آور و نوآر به کارگردانی خوزه لوئیس گارسی است که در سال ۲۰۱۲ منتشر شد.

## بازیگران
- آلبرتو روییز-گالاردون
- لتیسیا دلرا
- ماکارنا گومس
- بلن لوپس
- مانوئلا بلاسکو
- بیکتور کلاویخو
- خوزه کورباچو
- خوزه لوئیس گارسیا پِرِس